# Uruffe
Uruffe è un comune francese di 377 abitanti situato nel dipartimento della Meurthe e Mosella nella regione del Grand Est.

## Società

### Evoluzione demografica
Abitanti censiti

## Uruffe nei media

### Lo scandalo del parroco di Uruffe
Scandalo degli anni '50, concernente un omicidio commesso dal parroco del paese Guy Desnoyers.
Guy Desnoyers venne ordinato sacerdote nel 1946, e nominato parroco di Uruffe nel luglio del 1950. Era un sacerdote molto attivo e apprezzato dai suoi parrocchiani. Tuttavia, allo stesso tempo Guy Desnoyers intratteneva relazioni con diverse donne. Nel 1953, concepì un figlio con la quindicenne Michèle L. La convinse a partorire in segreto e ad abbandonare il suo bambino. Nel 1956, ebbe un'altra relazione con Régine Fays, una diciannovenne di Uruffe, sedotta durante le attività teatrali che lui organizzava. Anche Régine finì incinta. Desnoyers persuase il padre di Régine che l'amante era un giovane del paese, andato in Algeria a combattere. Régine promise di mantenere il segreto riguardo al padre, ma rifiutò di partorire in segreto.
Il 3 dicembre 1956, poco prima del giorno previsto per il parto, Guy Desnoyers si spaventò e sparò all'amante dietro la testa. Quindi, le aprì il ventre per praticare un taglio cesareo ed estrasse la bambina che Régine portava in grembo. Prima battezzò, e poi uccise la bambina. Inoltre, sfregiò il viso della neonata per nascondere una possibile rassomiglianza. Il giorno dopo, aiutò a cercare il corpo, asserendo che conosceva l'assassino ma non poteva rivelarne il nome per via del segreto della confessione. Ma il 5 dicembre confessò il crimine. Il 26 gennaio 1958 fu condannato, dalla corte di assise di Nancy, ai lavori forzati a vita. È stato rilasciato nell'agosto del 1978 e si è ritirato in un monastero, dove è morto.